# Schizoglossum rubiginosum
Schizoglossum rubiginosum är en oleanderväxtart som beskrevs av O.M. Hilliard. Schizoglossum rubiginosum ingår i släktet Schizoglossum och familjen oleanderväxter. Inga underarter finns listade i Catalogue of Life.